# Anilios yampiensis
Espèce
Synonymes
- Ramphotyphlops yampiensis Storr, 1981
- Austrotyphlops yampiensis (Storr, 1981)

Anilios yampiensis est une espèce de serpents de la famille des Typhlopidae. 

## Répartition
Cette espèce est endémique d'Australie-Occidentale en Australie. Elle se rencontre dans le Kimberley. 

## Description
Dans sa description Storr indique que le spécimen en sa possession mesure 128 mm dont 2,3 mm pour la queue. Elle n'est connue que par un seul et unique spécimen.

## Étymologie
Son nom d'espèce, composé de yampi et du suffixe latin -ensis, « qui vit dans, qui habite », lui a été donné en référence au lieu de sa découverte, l'île Koolan Island dans le Yampi Sound (en) dans le Nord-Ouest du Kimberley.

## Publication originale
- Storr, 1981 : The genus Ramphotyphlops (Serpentes: Typhlopidae) in Western Australia. Records of the Western Australian Museum, vol. 9, no 3, p. 235-271 (texte intégral).